# عفريت عم عبده (فلم)
عفريت عم عبده هو فيلم مصري عرض عام 1953، بطولة إسماعيل ياسين وشكري سرحان وهاجر حمدي ومحمود المليجي، ومن إخراج حسين فوزي.
هذا الفيلم هو أول فيلم يحتفي بقيام ثورة 23 يوليو.

## قصة الفيلم
بعد وفاة والد الفتاة (حبايب)، تكتشف أنه ترك ثروة كبيرة وأخفاها في منزله بالصحراء، وقد أعد خريطة عن مكان الكنز، لتحاول (حبايب) البحث عن الثروة بمساعدها (أحمد)، ولكن عمها (شديد) يطاردها طمعًا في الثروة، لتحدث مفاجأة تغير مجرى الأحداث.

## طاقم التمثيل
- إسماعيل ياسين: (فزدق)
- شكري سرحان: (أحمد)
- هاجر حمدي: (الراقصة سوسن)
- محمود المليجي: (شديد بك - المدير العام)
- السيد بدير: (عم عبده)
- عبد السلام النابلسي: (نبيه أفندي)
- نؤنؤ: (طفل)
- حبايب: (حبايب)
- زينات صدقي: (زينات - ضيفة شرف)
- فريد شوقي: (فريد - ضيف شرف)
- حسن فايق: (حسن أفندي - ضيف شرف)
- محمد عبد المطلب: (المطرب)
- عبد المنعم سعودي: (من ركاب الاتوبيس)
- محمد شوقي: (إيلي - الجواهرجي)

## فريق العمل
- إخراج: حسين فوزي
- قصة وسيناريو: حسين فوزي
- حوار: أبو السعود الإبياري
- مدير التصوير: مسعود عيسى
- مونتاج: ألبير نجيب
- إنتاج: أفلام حسين فوزي
- توزيع: أفلام الهلال
- تأليف الأغاني: حسن توفيق، جليل البنداري، مصطفى عبد الرحمن
- ألحان الأغاني: محمود الشريف، أحمد صدقي، فريد غصن

## وصلات
- مقالات تستعمل روابط فنية بلا صلة مع ويكي بيانات